# Nova Londrina
Nova Londrina est une municipalité brésilienne de la microrégion de Paranavaí dans l'État du Paraná.
Le nom de la municipalité est tiré de la ville jumelle de Londrina.